# Dolors Vives Rodon

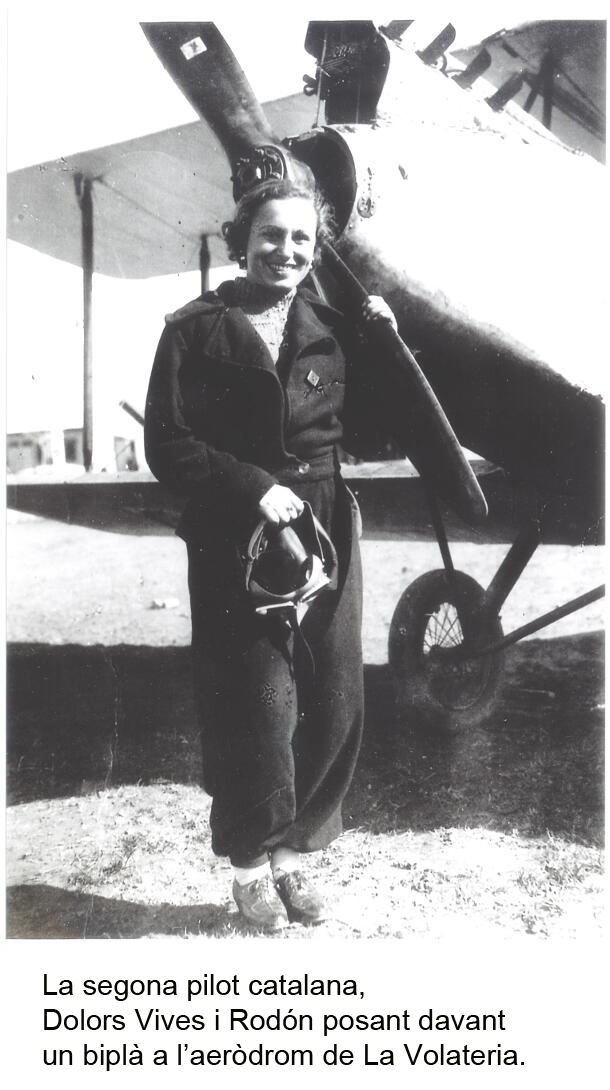
Dolors Vives Rodon

Dolors Vives i Rodon, também conhecida por Lolita Vives, (15 de agosto de 1909 - 12 de junho de 2007) foi uma aviadora espanhola e pioneira da aviação. Sócia fundadora do Clube Aéreo de Barcelona, em maio de 1935 tornou-se na segunda mulher catalã a pilotar uma aeronave, recebendo a Licença nº 217 das autoridades aeronáuticas. Durante a Guerra Civil Espanhola, ela voou pelas forças armadas republicanas.

## Biografia
Nasceu em 15 de agosto de 1909 em Valls, mas mudou-se com os pais para Barcelona quando tinha 12 anos. Criada numa família voltada para o futuro, com um pai que era farmacêutico, ela frequentou o Instituto de Cultura da Biblioteca Popular de la Dona, onde as meninas aprendiam a agir de forma independente.
Incentivada pelo pai, em 1932 tornou-se membro fundador do Aero Club Popular de Barcelona. Ela rapidamente aprendeu a voar, recebendo a sua licença oficial em 1935. Em 1936, ela tornou-se presidente do Aero Clube. No mesmo ano, ela obteve licença para pilotar aeronaves não motorizadas.
Em 1936, após a eclosão da Guerra Civil Espanhola, ela ingressou no Exército Republicano, onde treinou jovens voluntários como pilotos, formando a base para a Força Aérea Republicana. Ela também realizou uma série de missões de reconhecimento ao longo da costa do Mediterrâneo. Enquanto muitos republicanos deixaram a Espanha no final da guerra, Dolors Vives permaneceu em Barcelona, onde se tornou professora de piano e cuidou de uma família com 12 filhos.
Dolors Vives Rodon morreu em Barcelona em 12 de junho de 2007, aos 97 anos.